# Stupnice obtížnosti (horolezectví)

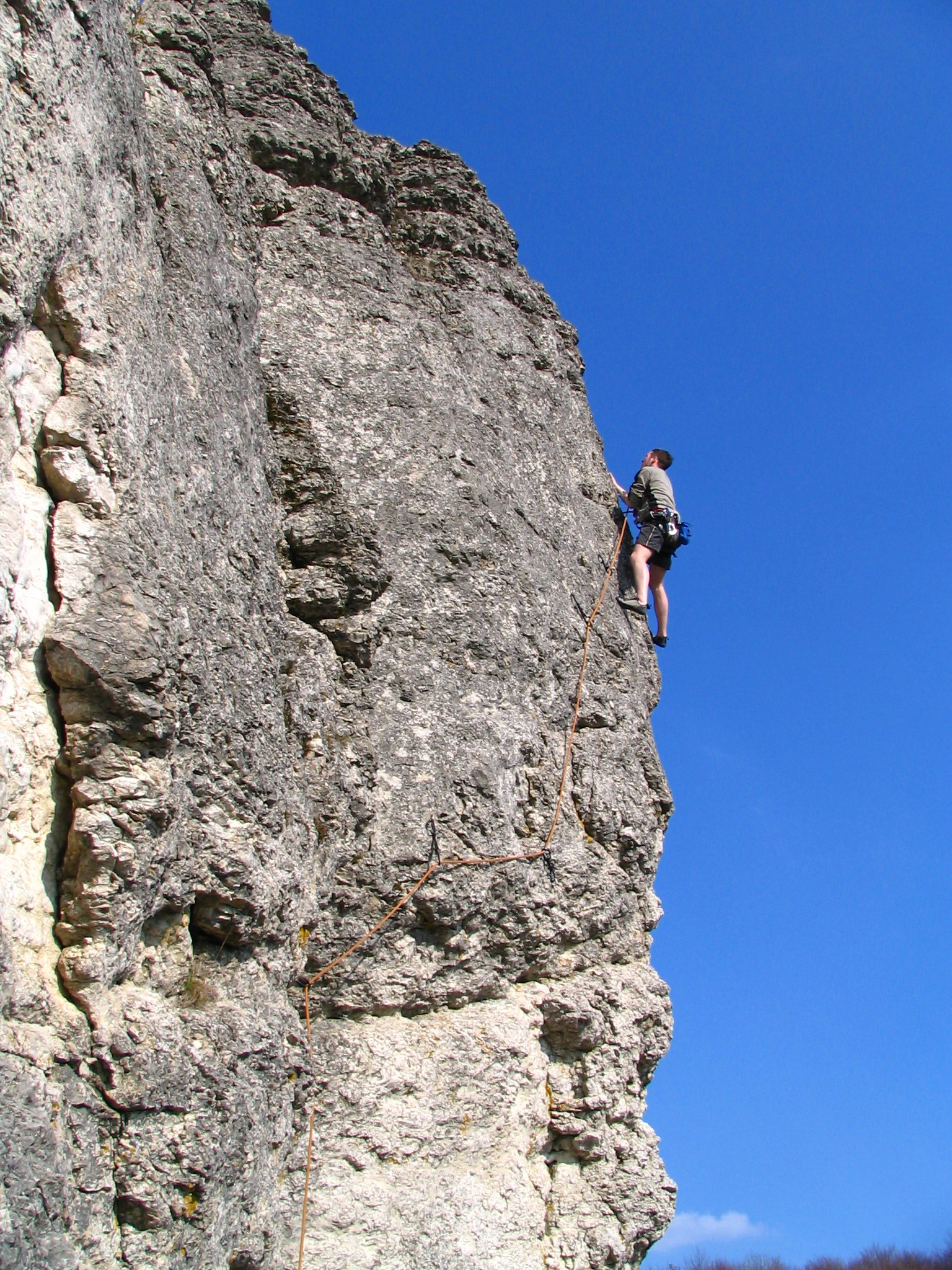
Horolezec na stěně Eulenwand poblíž obce Tiefenellern v oblasti Franské Jury v Bavorsku

Stanovení technické obtížnosti pro pohyb na skále bylo v horolezectví vlastně základem klasifikování vůbec. Tady vzniklo hodnocení pro sportovní lezení, skialpinismus, ledy a posléze i pro bouldering.
„Skalní“ klasifikace se používá na krátké výstupy na nízkých skalách i pro dlouhé horské lezecké trasy. Pokud je uveden jen jeden stupeň, odpovídá nejtěžšímu lezeckému místu. Pokud je uveden podrobnější popis, jsou přiřazeny stupně obtížnosti všem lezeckým místům.
Pro jemnější rozlišení obtížnosti se u některých stupnic používá znamének „plus“ a „minus“ (např. 6+ je těžší než 6, zatímco 6- je lehčí než 6 a blíží se 5+). U jiných stupnic se za číslem uvádí také písmena „a“, „b“, „c“.
V historii se používaly tak zvané uzavřené stupnice, které označovaly nejvyšším stupněm tehdy nejtěžší lezitelná místa. To vedlo časem k devalvaci tohoto stupně a zmatkům v přečíslování tras v nižších stupních, protože se průběžně lezly stále těžší výstupy. Emil Zsigmondy používal po roce 1880 tři stupně, Wilhelm Welzenbach ji po roce 1925 rozšířil na šest stupňů a teprve Mezinárodní unie horolezeckých svazů zavedla v roce 1974 otevřenou stupnici UIAA, která se průběžně rozšiřuje podle dosažené obtížnosti.

## Klasifikační stupnice UIAA – volné lezení
Stupnice UIAA zohledňuje fyzickou náročnost přelezu, kde umělé pomůcky slouží pouze k zachycení případného pádu.
- 1 – Lehké – Nejjednodušší forma skalního lezení, ne však chodecký terén. K zabezpečení rovnováhy je třeba rukou.
- 2 – Mírně těžké – Začátek lezení, při kterém je vyžadována technika tří pevných bodů.
- 3 – Středně těžké – Na exponovaných místech se doporučuje mezijištění. Trénovaní a zkušení lezci mohou překonávat úseky tohoto stupně ještě bez použití lana.
- 4 – Těžké – Na tomto stupni začíná opravdové lezení. Dostatečné lezecké zkušenosti jsou nezbytné. Delší lezecké úseky většinou vyžadují více mezijištění. Jištění lanem je už obvyklé i u zkušených a trénovaných horolezců.
- 5 – Velmi těžké – zvyšuje se počet mezijištění. Lezení klade zvýšené nároky na fyzickou kondici, techniku a zkušenosti.
- 6 – Neobyčejně těžké – Lezení vyžaduje velmi dobré schopnosti a výbornou trénovanost. Velká expozice se často spojuje s malými možnostmi zajištění.
- 7 – Mimořádně těžké – Lze zvládnout jen zvýšenou trénovaností. I dobří lezci potřebují často speciální přípravu pro určitý druh skály, aby úseky tohoto stupně přelezli spolehlivě a bez pádu. Vybroušená technika jištění je nezbytná.
- 8–10 – stupňování předchozích obtíží, velmi vysoké nároky na speciální přípravu, výstupy a úseky krajních stupňů lze často zvládnout až po předchozím nácviku a získání pohybových návyků. V současnosti je horní stupeň této kategorie vrcholem v lezení OS (on sight) pro nejužší světovou špičku.
- 11 – předchozí nacvičování nezbytné, k překonání jsou nezbytné ideální podmínky (vnější i psychické), taktéž naprosté soustředění na výkon.
- 12 – současná hranice lezeckých možností ve volném lezení

## Západoalpská klasifikační stupnice
Alpská stupnice zohledňuje celkovou náročnost túry, tedy obtížnost skalních partií, možnost jištění, strmost sněhu nebo ledu, délku výstupu, (ne)možnost ústupu a jiná nebezpečí.
- P – Dobrá pěší cesta.
- PE – Cesta bez obtíží, například v lese mimo cesty.
- TF – Dobrá cesta, obtížnost skály nepřesahuje I UIAA, místy I-II.
- F – Snadné, převážně pasáže I, místy II. Sklon svahu do 30 °. Náznaky lezení.
- PD – Poměrně obtížné, převážně pasáže II, místy III. Sníh do 35–40 °. Použití maček a cepínu nezbytné, jistá chůze, často velká expozice.
- AD – Více obtížné, převážně pasáže III, místy IV. Sníh 40–45 °, místy 50 °.
- D – Obtížné, převážně pasáže IV, místy V. Sníh občas přesahuje 55 °.
- TD – Obtíže se zvětšují, průstupy významných alpských stěn, skála dosahuje obtížnosti VI, krátké ledové úseky 90 °.
- ED – Špičkové výstupy výkonnostních sportovců. Kolmé ledy, obtížné mixy a skály nejméně VII.
- ABO – Extrémně obtížné, dlouhé a nebezpečné túry na horní hranici lidských schopností.

## Stupnice obtížnosti technického lezení
Technické lezení znamená lezení, při kterém se k postupu používají umělé pomůcky. K hodnocení se používá stupnice A0 až A5 bez rozlišení druhu použitých pomůcek. V Americe se používá paralelně stupnice C0 až C5, která označuje lezení pomocí pomůcek nepoškozujících skálu, vklíněnců, friendů, háčků. Lidově se technickému lezení říká také hákování.
- A0 – jednoduché technické lezení, kdy se chytíme rukou pevné pomůcky, karabiny nebo smyčky
- A1 – Snadné technické lezení. používají se žebříčky zavěšované do skob nebo vklíněnců, skoby či vklíněnce se snadno umisťují. Bez rizika vytržení pomůcek, pády jsou bezpečné
- A2 – Středně těžké technické lezení. Skoby či vklíněnce se hůře umisťují a hůře drží, krátké úseky špatně umísťovatelných pomůcek nad dobrým jištěním
- A3 – Těžké technické lezení. Řada míst se špatně umístitelnými pomůckami za sebou, nebezpečí delších pádů s možností zranění.
- A4 – Skoby či vklíněnce se umisťují velmi špatně, je nutné používání speciálních skob, jedniček[1], RURPů. Pomůcky je při postupu třeba zatěžovat velmi opatrně, možnost dlouhých pádů včetně tzv. zipu, to jest že se postupně vytrhává jedna pomůcka za druhou. Mnoho bodů, které unesou jen váhu lezce za sebou. Složité a časově náročné. Možnost pádu na celou délku až do stanoviště.
- A5 – Extrémní technické lezení. Žádné jištění na celé délce nezastaví pád. Pád může znamenat smrt prvolezce či celého týmu. Ani stanoviště nejsou spolehlivá.

### Americká stupnice C
Paralelně ke stupnici A se používá stupnice C0 až C5 pro technické lezení s použitím jen vklíněnců, stoperů, friendů a podobných pomůcek nepoškozující skálu, tedy bez kladiva a skob. C znamená Clean.

### Runoutová stupnice
Jedná se o stupnici hodnotící nebezpečnost a psychickou náročnost výstupu, nikoli obtížnost konkrétního místa. Používá se jako doplňkové hodnocení k obtížnosti. Vychází se z toho, že jinak se dělá obtížný krok těsně u spolehlivého jištění a jinak, hrozí-li dlouhý nebezpečný pád. Slovem runout se označuje dlouhý úsek bez jištění. Takovéto označení se používá často v USA, například v Tuolumne Meadows nebo Yosemitech.
- R– – znamená, že cesta je poněkud runoutová – obvykle to znamená runout ve snadném terénu (ve srovnání s celkovou klasifikací cesty), nebo krátký runout v těžším terénu.
- R – znamená, že cesta je hodně runoutová a pád z těžkého místa velmi pravděpodobně znamená zranění. Pro lezení cest s označením R je třeba mít velkou praxi v lezení dotyčného stupně obtížnosti. Například mnoho lezců, kteří chtějí vylézt runoutové 5.7 napřed chce lézt s přehledem 5.9.
- R/X – znamená vážný runout nebo runout v hodně těžkém místě. Může to být krátký runout v klíčovém místě s možností pádu na polici, nebo dlouhý runout v plotně.
- X – znamená, že pád v takové cestě znamená velmi pravděpodobně vážné zranění nebo smrt lezce

Příklad nejznámějších runoutových cest jsou v Tuolumne Meadows Bachar/Yerian 5.11c X na Medlicott Dome nebo Dike Route 5.9 R na Pywiack Dome, která se minutím nýtu ve třetí délce změní na 5.9 X.

## Klasifikace ledového a mixového lezení
Klasifikace má číselné odstupňování.

### Stupnice ledolezení WI
Systém WI se používá ke klasifikaci lezení ve vodním ledu. Stupnice WI má momentálně stupně 1–7. Existuje také stupnice hodnocení alpského ledu (ledovcový led/firn), která je stejná jako stupnice „WI“ , ale značí se „AI“. Základní rozdíl mezi vodním a ledovcovým ledem je v hustotě. Vodní led je hustší.
- WI2 – malý sklon (60 °, kompaktní led), s dobrou technikou ho lze lézt s jedním cepínem. Vyšší stupně již vyžadují cepíny dva.
- WI3 – kompaktní led o sklonu 60–70 ° s občasnými téměř kolmými úseky do 4 m výšky
- WI4 – téměř kolmé stupně do 10 metrů, náročné lezení vyžadující umisťování jisticích ledovcových šroubů z namáhavých poloh
- WI4+ – vysoce technické WI4
- WI5 – skoro kolmé, nebo zcela kolmé stupně do 20 metrů, namáhavé lezení vyžadující šroubování ledovcových šroubů v namáhavých pozicích, několik dobrých odpočinkových míst
- WI5+ – vysoce technické WI5
- WI6 – kolmé lezení celých délek (30–60 m) bez odpočinku. Vyžaduje vynikající techniku a velkou sílu
- WI6+ – svislé nebo převislé lezení, technicky náročné WI6
- WI7 – vytrvalostní a převislé bez odpočinku. Vyskytuje se málokdy

Klasifikace stejných ledopádů se může lišit podle stavu natečení ledu a údaje v průvodcích je třeba ji brát jen orientačně. Konkrétní obtížnost záleží i na teplotě. Tvrdý přemrzlý led je namáhavější, než lehce natálý.

### Mixová stupnice
Používá se pro hodnocení kombinovaného lezení ve skále a ledu. Nejtěžší mixové cesty mají stupeň M14.
- M1–3 – Snadné, malý sklon, bez drytoolingu.
- M4 – Ukloněné až svislé, je třeba drytooling
- M5 – Trochu vytrvalostní svislý drytooling.
- M6 – Svislé až převislé s obtížným drytoolingem
- M7 – Převislý, silový a technicky náročný drytooling; méně než 10 m těžkého lezení.
- M8 – Téměř vodorovné převisy vyžadující velmi silový a technický drytooling: boulderové nebo klíčová místa delší, než u M7.
- M9 – Kontinuální svislé nebo mírně převislé s nepatrnými nebo technickými chyty, nebo střechy o délce 2 až 2 výšek těla s velkými chyty
- M10 – Minimálně 10 m vodorovné skalní střechy nebo 30 m převislého drytoolingu se silovými kroky a bez odpočinků.
- M11 – Celá délka převislého gymnastického lezení, nebo střecha delší jak 15 metrů.
- M12 – M11 s bouldery, dynamickými přesahy a špatnými, technickými chyty
- M13
- M14 – stupňování obtíží

## Srovnávací tabulka nejrozšířenějších klasifikačních stupnic

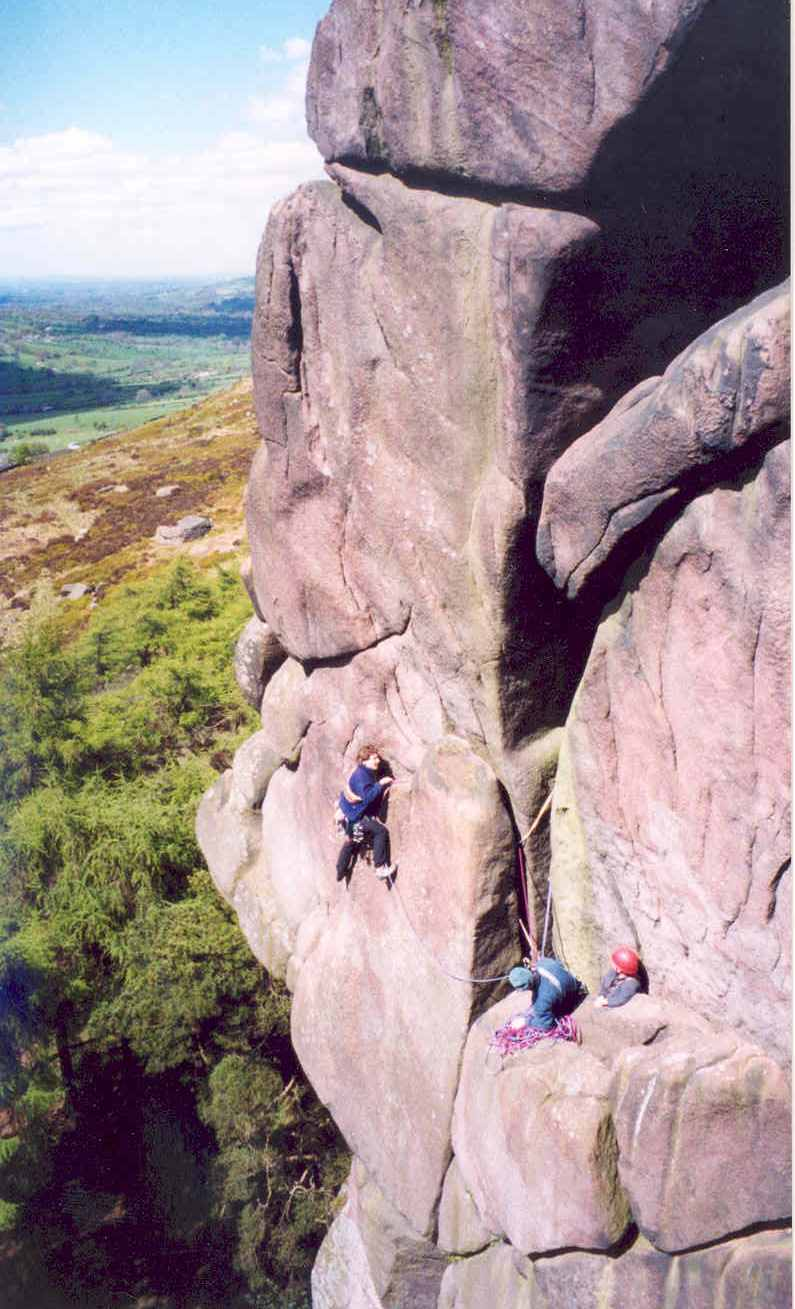
The Roaches ve Staffordshiru, Velká Británie

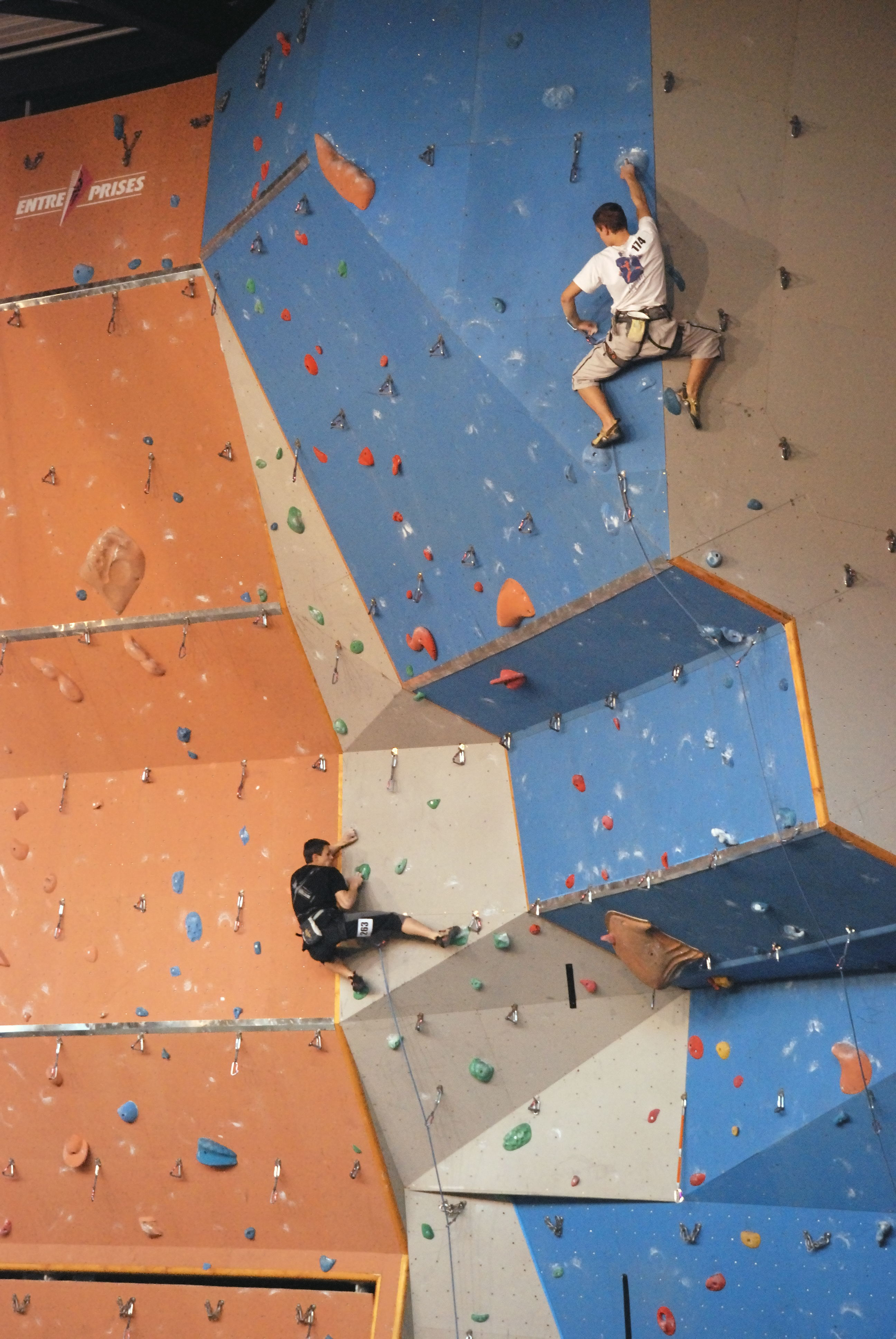
Lezení na umělé stěně

Následující tabulka umožňuje odhadnout obtížnost skalního lezení v dané lokalitě na základě jiné známé stupnice. V praxi se liší i teoreticky stejné stupnice, např. pískovcová (saská) stupnice v Českém ráji je posunuta vůči stejné stupnici v Labských pískovcích, a také v německé části Saska. Na některých pískovcových skalách v ČR se dále používá JPK - jednotná pískovcová klasifikace. Stejně tak vylezení francouzského 6b může být výrazně lehčí než vylezení VII. UIAA někde jinde a naopak. Také záleží na autorovi prvovýstupu a době, kdy jej vykonal. Obecně je tendence přitvrzovat klasifikace. Pětka stará několik let bude zpravidla těžší, než pětka stará padesát let. Jsou ale např. pískovcové oblasti, kde může odpovídat III dnešní VII. Zřídka jsou po silném zvážení Oblastní vrcholové komise cesty dojišťovány.
Za jednu z nejtěžších jednodélkových cest je v současné době považovaná cesta, kterou přelezl 3. září 2017 český lezec Adam Ondra. Jde o cestu s názvem Silence v norském Flatangeru, která má navržené hodnocení 9c.
| UIAA | SASKO      | USA       | AUS | FRA | NOR | SWE | UK |
| ---- | ---------- | --------- | --- | --- | --- | --- | -- |
| 1    |            |           |     |     |     |     |    |
| 2    | I          |           |     |     |     |     |    |
| 2+   | II         |           |     |     |     |     |    |
| 3–   |            |           |     |     |     |     |    |
| 3    | III        | 5.0       |     |     |     |     | M  |
| 3+   |            | 5.1       |     |     |     |     | D  |
| 4–   | IV         | 5.2       |     |     |     |     |    |
| 4    |            | 5.3       |     |     |     |     | VD |
| 4+   | V          | 5.4       |     |     |     |     | S  |
| 5–   |            | 5.5       |     |     |     |     | HS |
| 5    | VI         | 5.6       |     |     | 5–  | 5–  | 4b |
| 5+   | VIIa       | 5.7/F7    | 14  | 5a  | 5   | 5   |    |
|      |            |           | 15  |     |     |     |    |
| 6–   | VIIb       | 5.8/F8    | 16  | 5b  | 5+  | 5+  | 4c |
| 6    | VIIc       | 5.9/F9    | 17  | 5c  | 6–  | 6–  | 5a |
| 6+   |            |           | 18  |     |     |     |    |
|      | VIIIa      | 5.10a     |     |     | 6   | 6   |    |
| 7–   |            | 5.10b/F10 | 19  | 6a  |     |     | 5b |
|      | VIIIb      |           |     |     | 6+  | 6+  |    |
| 7    |            | 5.10c     | 20  |     | 7–  |     |    |
|      | VIIIc      | 5.10d/F11 | 21  | 6b  |     |     |    |
| 7+   |            |           |     |     |     |     | 5c |
|      | IXa        | 5.11a     | 22  |     |     | 7–  |    |
| 8–   |            | 5.11b/F12 | 23  | 6c  |     |     |    |
|      | IXb        |           |     |     | 7   |     |    |
| 8    |            | 5.11c     | 24  |     |     | 7   | 6a |
|      | IXc        | 5.11d/F13 | 25  | 7a  | 7+  |     |    |
| 8+   |            |           |     |     |     | 7+  |    |
|      | Xa         | 5.12a     |     | 7b  | 8–  |     |    |
| 9–   |            | 5.12b/F14 | 26  |     |     |     | 6b |
|      |            |           |     | 7b+ | 8   | 8–  |    |
| 9    |            | 5.12c     | 27  |     |     |     |    |
|      | Xb         | 5.12d/F15 |     | 7c  |     | 8   |    |
| 9+   |            |           |     |     | 8+  |     |    |
|      |            | 5.13a     | 28  | 7c+ |     |     | 6c |
|      | Xc/XIa     | F16       |     |     |     |     |    |
| 10–  | Xc/XIa     | 5.13b     | 29  | 8a  | 9–  | 8+  |    |
|      | XIa        | 5.13c/F17 | 30  | 8a+ |     | 9–  |    |
| 10   | XIb        | 5.13d     | 31  | 8b  | 9   |     | 7a |
|      | XIc        | 5.14a     |     | 8b+ |     | 9   |    |
|      |            |           | 32  |     |     |     |    |
| 11–  | XIIa       | 5.14b     |     | 8c  | 9+  |     |    |
|      | XIIa/XIIb  | 5.14c     | 33  | 8c+ |     |     |    |
| 11   | XIIb       | 5.14d     | 34  | 9a  |     |     | 7b |
| 11+  | XIIc       | 5.15a     |     | 9a+ |     |     |    |
|      | XIIc/XIIIa | 5.15b     |     | 9b  |     |     |    |
| 12-  | XIIIb      | 5.15c     |     | 9b+ |     |     |    |
| 12   | XIIIc      | 5.15d     |     | 9c  |     |     |    |

## Zajištěné cesty
Zajištěné cesty (italsky via ferrata, německy klettersteig) se stupňují následovně:
A – lehká
Zajištěné, jednoznačně vedené turistické cesty a velmi lehké zajištěné cesty – ferraty. Místy vedeny strmým skalním terénem, a to po přirozených skalních pásech nebo po umělých pomůckách (umělé stupy, lávky). Umělé jištění v podobě ocelových lan, řetězů nebo zábradlí slouží převážně jen ke zvýšení pocitu jistoty v exponovaném terénu, z technického hlediska však není nutné. Bez umělého zajištění by se jednalo o horolezecký terén stupně obtížnosti I. UIAA.
B – mírně obtížná
Mírně strmý skalní terén. Umělé zajištění v podobě ocelových lan, kramlí, kolíků a žebříků slouží přímo k postupu vpřed. Některé pasáže jsou již namáhavé a vyžadují sílu. Bez umělého zajištění by se jednalo o horolezecký terén stupně obtížnosti max. II. UIAA.
C – středně těžká
Strmý skalní terén. Umělým jištěním (ocelová lana, kramle, kolíky, žebříky) je opatřena převážná část celkové délky cesty a mohou být hůře dostupná pro nižší postavy. Časté svislé stěny s nataženým ocelovým lanem k jištění. Zajištěné úseky už vyžadují určitou sílu v pažích a při delší túře jsou unavující a velmi namáhavé. Bez umělého zajištění by se jednalo o horolezecký terén stupně obtížnosti max. III. UIAA.
D – těžká
Velmi strmý skalní terén, místy kolmé partie, místy dokonce převislé. Umělé jištění je realizováno většinou jen pomocí ocelových lan a příležitostně umělými stupy (kramle, kolíky). Místy značně exponované. Bez umělého zajištění by se jednalo o horolezecký terén stupně obtížnosti IV. UIAA. Předpokládá se, že lezec je trénovaný a ve výborné kondici. Je dobré použít obuv s podrážkou podobající se lezečkám. Cestou se lze setkat s úseky I–II. UIAA, které nejsou odjištěny vůbec a je nutné je s jistotou překonat. Lze doporučit pouze dostatečně zkušeným vysokohorským turistům a horolezcům. Nezkušení by měli být jištěni zkušeným vůdcem nebo instruktorem.
E – velmi těžká
Místy extrémně exponované cesty via ferrata, vedené v kolmém skalním terénu s minimem přirozených stupů. Umělé zajištění je realizováno většinou jen pomocí ocelových lan a jen velmi málo umělými stupy (kramle, kolíky). Nejtěžší místa vyžadují použití horolezecké techniky nebo velkou sílu v pažích. Bez umělého zajištění by se jednalo o těžký horolezecký terén – místy stupně obtížnosti V–VI. UIAA. Tyto zajištěné cesty už mají vysloveně sportovní charakter. Pouštět se do nich mohou jen velmi zkušení vysokohorští turisté a horolezci. Klíčová místa jsou nebezpečná a vyžadují koncentraci. Běžně se vyskytuje lezení II. UIAA bez jištění. Nezkušení musí být zásadně jištěni zkušeným vůdcem nebo instruktorem. Tyto ferraty nemají za úkol lezci cestu usnadnit, ale naopak obtíže vyhledávají.
F – extrémně těžká
Aktuálně nejvyšší obtížnost zajištěné cesty. Úseky s označením "F" jsou obvykle extrémně těžké úseky v převisu, které jsou fyzicky náročné a mají málo nebo žádné kramle. Jejich zdolání ulehčí odsedka, která je důležitým prvkem výbavy na těchto úsecích. Lezcům, kteří se pokouší takový úsek zdolat poprvé je doporučeno mít jističe nad úsekem, který lezce jistí dodatečně lanem.
Kromě technické obtížnosti ferraty, vyjádřené výše uvedenými stupni, je třeba zejména na frekventovaných ferratách počítat s dalšími riziky, jako je pád kamení či pohyb skupiny lezců, kteří přecenili své síly a blokují a zdržují ostatní, případně je ohrožují vlastním pádem. Zpravidla bychom se neměli nacházet zajištěni na stejném úseku lan, na kterém je zajištěn již někdo jiný, zvláště pokud viditelně nezvládá danou obtížnost.
Pro horolezce, zvládající lezení stupně V. UIAA a výše, nepředstavuje lezení ferrat větší technický problém, každopádně je jištění pomocí ferratového setu silně doporučováno, jelikož mohou nastat nečekané události jako například omdlení, píchnutí vosou, pád kamene nebo se mezi kameny může nečekaně objevit například had.[zdroj?]